# Arnos Grove
Arnos Grove – naziemna stacja metra londyńskiego na linii Piccadilly, położona na terenie London Borough of Enfield. Została otwarta 19 września 1932 roku, głównym projektantem był Charles Holden. Budynek stacji wpisany jest do rejestru zabytków. Według danych za rok 2008, ze stacji korzysta ok. 4,25 mln pasażerów rocznie. Należy do czwartej strefy biletowej.